# Ré menor
Ré menor (abreviada no sistema europeu como Ré m, e como Dm no sistema norte-americano) é a tonalidade em que consiste a escala menor de ré, e contém as notas ré, mi, fá, sol, lá, si bemol, dó e ré. Sua armadura contém, pois, um bemol. Sua tonalidade relativa é fá maior e sua tonalidade homônima é ré maior.

## Uso
Como todas as tonalidades menores, a sensação principal é mais escura que a que correspondente à tonalidade maior. Desde a Antiguidade, esta tonalidade é reconhecida como a tonalidade da tristeza e pesar.
Há quem a considere como a tonalidade com mais bemóis que é prática para tocar em guitarra. Das 555 sonatas para teclado de Domenico Scarlatti, que recolhem muitos dos maneirismos da música para guitarra, 151 estão em tonalidades menores, e Ré menor é a tonalidade mais escolhida (32 sonatas).
Toda a Arte da Fuga de Johann Sebastian Bach está em Ré menor, e também o está a Oferta Musical de P. D. Q. Bach (Peter Schikele). De acordo com Alfred Einstein, a história da afinação levou Ré menor a estar associada ao contraponto e ao cromatismo (por exemplo, a quarta cromática), e cita a respeito a cromática Fuga em Ré menor de Mozart. Também o Requiem de Mozart está em Ré menor. Dos dois concertos para piano que Mozart escreveu em tom menor, um deles está em Ré menor, o Concerto para piano n.º 20 K.466.
Michael Haydn escreveu só uma sinfonia em menor (em Ré menor), Perger 20, MH 393.
Dado que ré menor é a tonalidade da Sinfonia n.º 9 de Ludwig van Beethoven, Bruckner sentiu-se ansioso ao escrever a sua própria Sinfonia n.º 9 na mesma tonalidade.
Obras do período clássico e posteriores começam tipicamente em tom menor e terminam em maior, ou pelo menos num acorde maior (terceira picarda), mas há alguns notáveis exemplos de obras em Ré menor que terminam em tonalidades com mais sustenidos. Duas sinfonias que começam em Ré menor e terminam em Mi maior são a Sinfonia "Gótica" de Havergal Brian e a Sinfonia n.º 4 (A Inextinguível) de Nielsen. A Nona Sinfonia de Bruckner, que ficou por terminar e é interpretada sim o final, é outro exemplo de sinfonia que começa em Ré menor e termina em Mi maior. A Sinfonia Dante de Liszt começa em Ré menor e termina em Si maior.
De acordo com Nigel Tufnel, um personagem do filme This is Spinal Tap, Ré menor é a mais triste de todas as tonalidades. Jack White, dos White Stripes comentou no seu cover "Jolene" de Dolly Parton que Ré menor tinha um voz baixa maligna e triste.

## Composições clássicas em ré menor
- Partita n.º 2 para violino (Bach) - Johann Sebastian Bach (com a célebre Chacone)
- Tocata e fuga em ré menor - J. S. Bach
- Duplo Concerto (para dois violinos) em Ré menor BWV 1043 - Johann Sebastian Bach
- Concerto para oboé e cordas em ré menor - Alessandro Marcello
- Concerto para piano n.º 20 - Wolfgang Amadeus Mozart
- Don Giovanni (ópera): La parte inicial de la Obertura e a cena do Convidado de Pedra - Mozart
- Der Hölle Rache kocht in meinem Herzen - Mozart (da ópera A flauta mágica)
- Requiem - Mozart
- Sinfonia n.º 9 - Ludwig van Beethoven
- Estudo trascendental n.º4, "Mazeppa" - Franz Liszt
- A Morte e a Donzela ("Der Tod und das Mädchen"), D. 810, quarteto - Franz Schubert
- Trio para piano e cordas n.º 1 op. 49 - Felix Mendelssohn
- Concerto para piano n.º 1 - Johannes Brahms
- Sinfonias n.º 0, n.º 3 e a n.º 9 - Anton Bruckner
- Sinfonia - César Franck
- Czardas - Vittorio Monti
- Sinfonia n.º 2 - Sergei Prokofiev
- Concerto para piano n.º 3 - Sergei Rachmaninoff
- Sinfonia n.º 5 - Dmitri Shostakovich
- Carmina Burana (boa parte do inicio) - Carl Orff